# Danse avec les queens
Pour les articles homonymes, voir Dancing Queen.
Pour plus de détails, voir Fiche technique et Distribution.
Danse avec les queens (Dancing Queen) est une comédie dramatique suédoise écrite et réalisée par Helena Bergström et sortie en 2021. 

## Synopsis
Dylan Pettersson, une jeune femme de 23 ans originaire d'une petite île de l'archipel du Bohuslän, aspire à devenir danseuse professionnelle. Elle effectue pendant une semaine des travaux de nettoyage au Queens, un club de drag queen gay au bord de la faillite. 
Victor, le danseur et chorégraphe du club, découvre le talent de Dylan qui désire désespérément d'être danseuse dans le show, mais étant une fille, sa place n'est pas dans ce spectacle. Mais là où il y a de la volonté, tout est possible.

## Fiche technique
- Titre original : Dancing Queens
- Titre français : Danse avec les queens
- Réalisation : Helena Bergström
- Scénario : Helena Bergström, Denize Karabuda
- Photographie : Peter Mokrosinski
- Montage : Emil Stenberg, Malin Lindström
- Musique : Gaute Storaas
- Costumes : Camilla Thulin
- Pays de production : Suède
- Langue originale : suédois, anglais
- Format : couleur
- Genre : comédie dramatique
- Durée : 110 minutes
- Date de sortie : 
  - 3 juin 2021 (internet)

## Distribution
- Rakel Wärmländer : Vera
- Marie Göranzon : Margareta
- Molly Nutley : Dylan Petterson
- Christopher Wollter : Micke Seth
- Emil Almén : Magnus
- Claes Malmberg : Tommy La Diva
- Johanna Wilson : la mère de Sebbe
- Mattias Nordkvist : Kenneth Petterson
- Fredrik Quiñones[1] : Victor (comme Fredrik Quinones)
- Max Ulveson : Sebbe
- Ann Westin : Bettan
- André Christenson : Joel
- Robert Fux : Self
- Dominika Peczynski : Danuta
- Fredrik Robertsson : Jackie
- Françoise Fournier Joyce :
- Razmus Nyström : Sasha
- Ellen Lindblad : la mère de Dylan
- Lars G. Svensson : le père de Sebbe
- Louie Nelson Indriana : Hassan
- Fredrik Zetterström  :